# Колесник Андрій Михайлович
Андрі́й Миха́йлович Коле́сник (14 квітня 1972, Павлоград, УРСР — 17 червня 2014, Металіст Луганська область Україна) — молодший сержант 24-й батальйон територіальної оборони «Айдар» ЗСУ Збройних сил України. Кавалер ордена «За мужність» III ступеня.

## Життєпис
Уродженець Павлограда, закінчив павлоградську ЗОШ № 1.
Учасник Євромайдану. З початком російсько-української війни зголосився добровольцем. Передова група батальйону «Айдар» вирушила до місця бою з терористами та потрапила у засідку, була обстріляна із важкого озброєння. Загинув 17 червня під Луганськом, куля з крупнокаліберного кулемета потрапила в голову. 26 червня в Павлограді відбулося прощання, з родини були мати та 17-річна донька.

## Нагороди та вшанування
- 8 серпня 2014 року — за особисту мужність і героїзм, виявлені у захисті державного суверенітету та територіальної цілісності України, вірність військовій присязі під час російсько-української війни, відзначений — нагороджений орденом «За мужність» III ступеня (посмертно).
- 24 жовтня 2014 року в Павлограді відкрито пам'ятну дошку полеглим в боях павлоградцям. Там викарбувані імена: Абросімов Андрій Вікторович, Каменєв Денис Сергійович, Колесник Андрій Михайлович, Курилович Віталій Іванович, Тафійчук Сергій Володимирович[1]
- в жовтні 2015 року в павлоградській ЗОШ № 1 відкрито меморіальну дошку Андрію Колеснику.[2]